# Loyangalani
Loyangalani este un oraș din Marsabit, Kenya. Are o pistă de aterizare.